# Buddleja vexans
Buddleja vexans är en flenörtsväxtart som beskrevs av Kränzl., Ludwig Eduard Loesener och E. M. Norman. Buddleja vexans ingår i släktet buddlejor, och familjen flenörtsväxter. Inga underarter finns listade i Catalogue of Life.